# アイスランドの言語

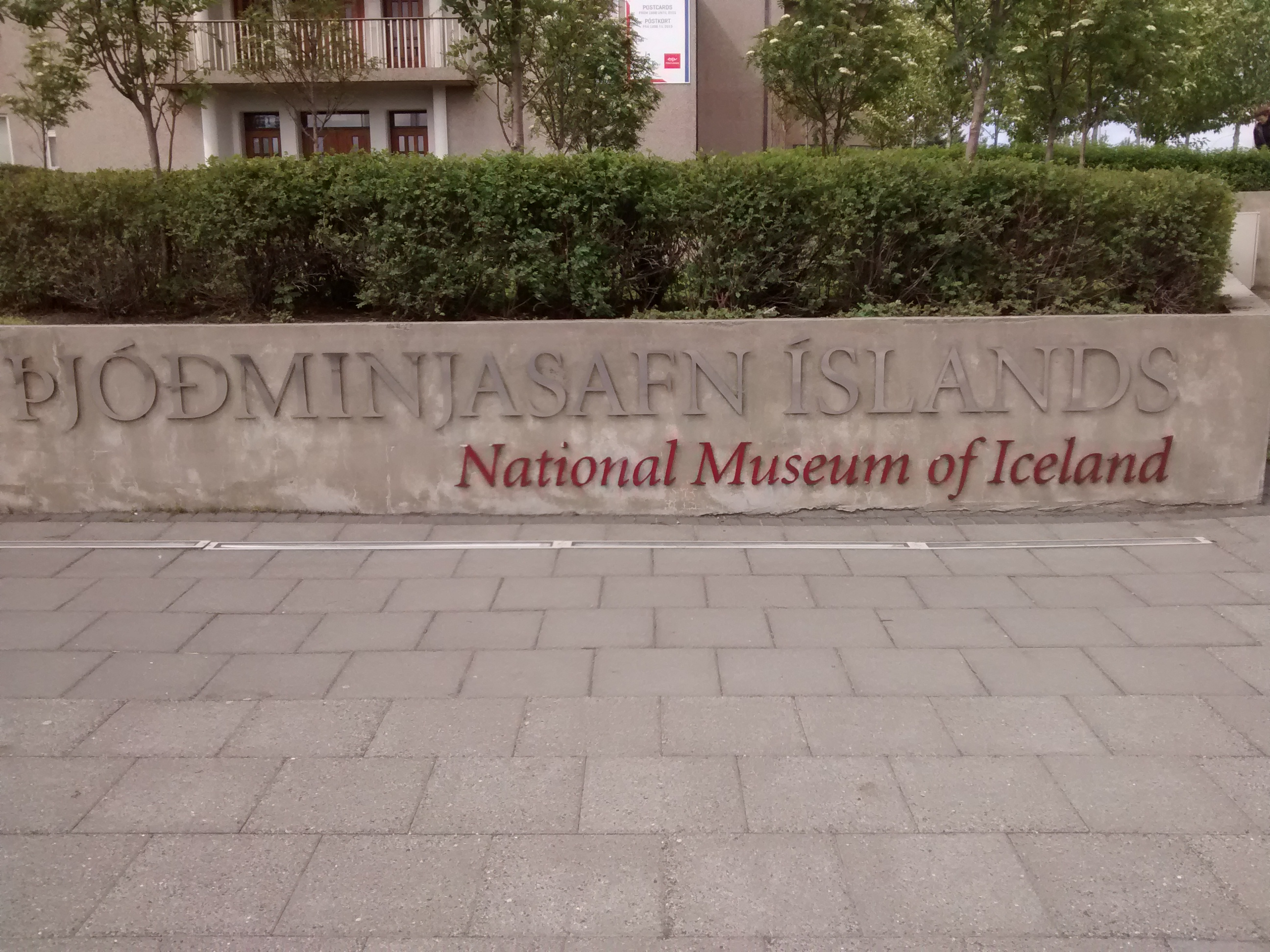
アイスランド国立博物館の前にある看板。アイスランド語と英語の2ヶ国語表記。

アイスランドの言語（アイスランドのげんご）について述べる。アイスランドは、歴史的に見て、言語学的に非常に孤立して均質的な島であるが、それでも、いくつかの言語が存在している。ゲール語は、初期のアイスランド人の多くの母国語だった。アイスランド語や古ノルド語が普及していたが、北の貿易路からアイスランドに、低地ドイツ語、中英語、オランダ語、フランス語、バスク語がもたらされた。一部の商人や聖職者が、何世紀にも渡ってアイスランドに入植し文化に影響を与えたが、言語的には主に貿易、航海、宗教の用語だった。これらとラテン語を除いて、アイスランド入植以来、アイスランド語はほとんど変化していない。
アイスランド語は国語であるだけでなく、2011年に議会で可決された法律No 61/2011により、現在「アイスランドの公用語」となっている。アイスランド手話もまた2011年の法律で公式に憲法上の権利を持った少数言語、アイスランドの聴覚障害者コミュニティの第一言語として認められた。デンマークの支配下時代に、デンマーク語が有力な少数言語だったが、現在では少数の移民にしか話されていない。
英語とデンマーク語（または、その他のスカンディナヴィアの言語）の学習が義務教育で必須科目になっていて、中等教育の学習科目の一部でもあり、英語とデンマーク語の知識が広く普及している。2011年の電話による世論調査では、88%のアイスランド人が毎日英語を聞き、65％が1日1時間以上英語を聞いていることが判明した。
特に首都レイキャヴィークで、一時的な観光客や在留者が人口の大半を占めている。